# Come Back Home
Come Back Home è un brano musicale del gruppo musicale sudcoreano 2NE1, pubblicato il 4 marzo 2014.

## Video musicale
Il video musicale per la canzone è stato pubblicato il 2 marzo 2014. Yang Hyun-suk, CEO della YG Entertainment, ha descritto il video musicale come "ambientato in una città del futuro", e il concetto è che le persone di quell'era prediligono il mondo virtuale rispetto a quello reale, proprio come il film Matrix. Inoltre, è notevole per il suo alto valore produzione di mezzo milione di dollari con efficacemente un'atmosfera futuristica con l'uso di una vasta computer grafica, oltre ad essere diretto da un regista esordiente, Dee Shin.
Come Back Home ha ottenuto un successo commerciale e critico positivo, non solo per la canzone ma anche per il suo video musicale.

## Successo commerciale
Come Back Home ha debuttato al 1º posto nella Circle Chart. A partire dal 6 agosto, il brano ha accumulato oltre 1,3 milioni di download, rendendolo uno dei brani K-pop più venduti nel 2014 nonostante le sue promozioni siano state interrotte a causa del Naufragio del Sewol.

## Classifiche

### Classifiche settimanali
| Classifica (2010) | Posizione massima |
| ----------------- | ----------------- |
| Corea del Sud     | 1                 |

### Classifiche di fine anno
| Classifica (2010) | Posizione |
| ----------------- | --------- |
| Corea del Sud     | 23        |